# Stazione di Reviglione di Somma Vesuviana
La stazione di Reviglione di Somma Vesuviana era una fermata ferroviaria FS ormai senza traffico posta nel comune di Nola, al confine con la località di Reviglione, frazione del comune di Somma Vesuviana, a circa 5 km di distanza dal centro cittadino. La chiusura della linea Cancello-Torre Annunziata e quindi della piccola fermata è avvenuta nel 2006.

## Strutture e impianti
La fermata è dotata di un fabbricato viaggiatori presenziato fino agli anni novanta, adibito oggi a mera abitazione privata.
Contiguo al fabbricato viaggiatori c'è la banchina affacciata sull'unico binario. Alla banchina si può accedere direttamente dalla sede stradale bypassando la biglietteria.

## Movimento
Trovandosi lontano da centri abitati la fermata ha sempre avuto uno scarso traffico passeggeri ed i treni erano limitati a Torre Annunziata e Cancello.